# プラートラ・セッラ
プラートラ・セッラ（伊: Pratola Serra）は、イタリア共和国カンパニア州アヴェッリーノ県にある、人口約3,900人の基礎自治体（コムーネ）。

## 地理

### 位置・広がり

#### 隣接コムーネ
隣接するコムーネは以下の通り。
- カンディダ
- マノカルツァーティ
- モンテファルチョーネ
- モンテフレーダネ
- モンテミレット
- プラータ・ディ・プリンチパート・ウルトラ

## 行政

### 分離集落
プラートラ・セッラには、以下の分離集落（フラツィオーネ）がある。
- Serra di Pratola, San Michele di Pratola, Saudelle, Scoppole, Nocione, Acquaviva, Cocciacavallo